# Parc Miskyi
Le parc Miskyi (en ukrainien : Міський  парк, parc municipal) est un parc situé dans le quartier de Petchersk, à Kiev, en Ukraine.
Plus précisément, il est situé autour du Stade Dynamo Lobanovski.

## En images

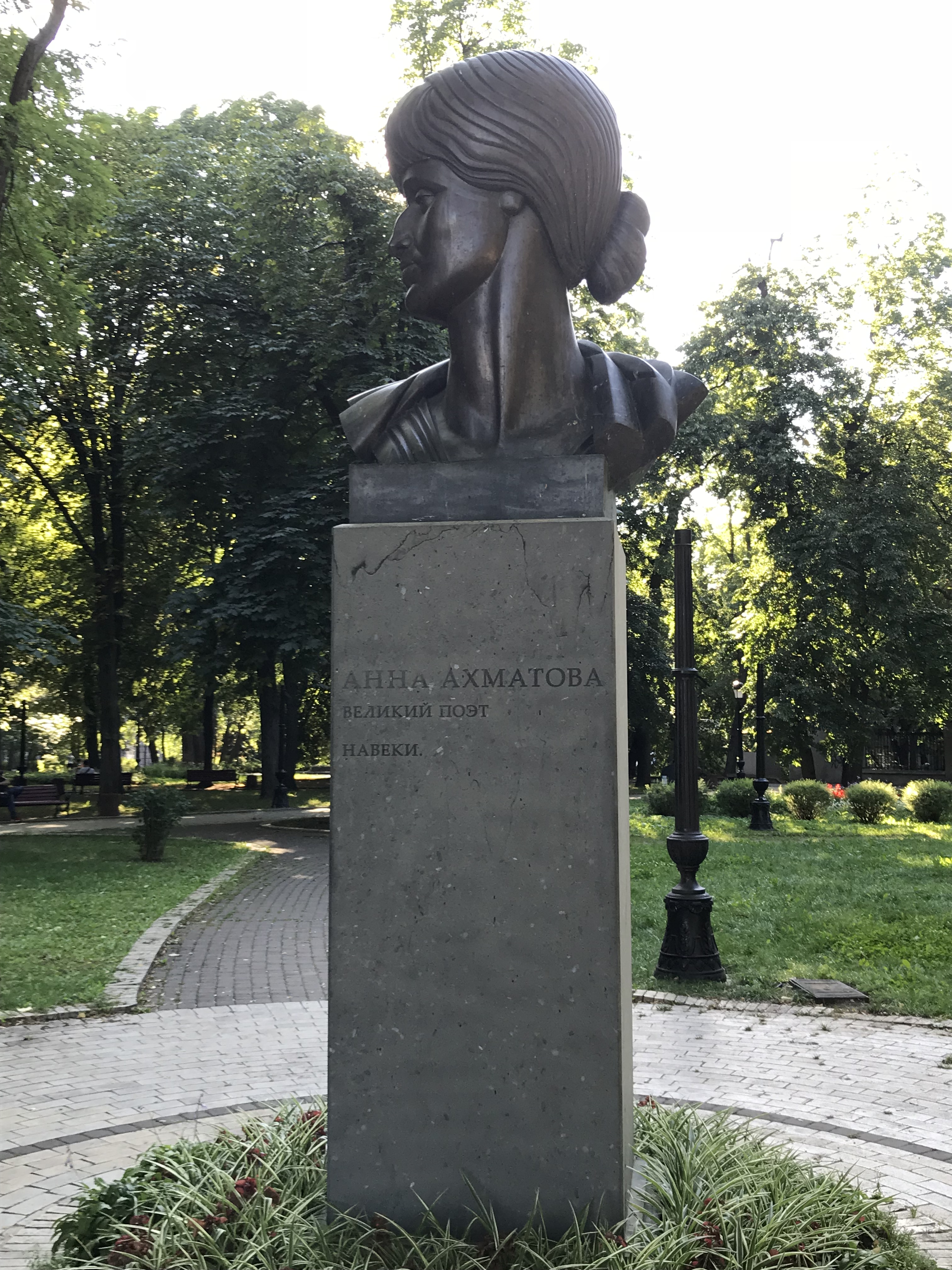
Monument à Anna Akhmatova,
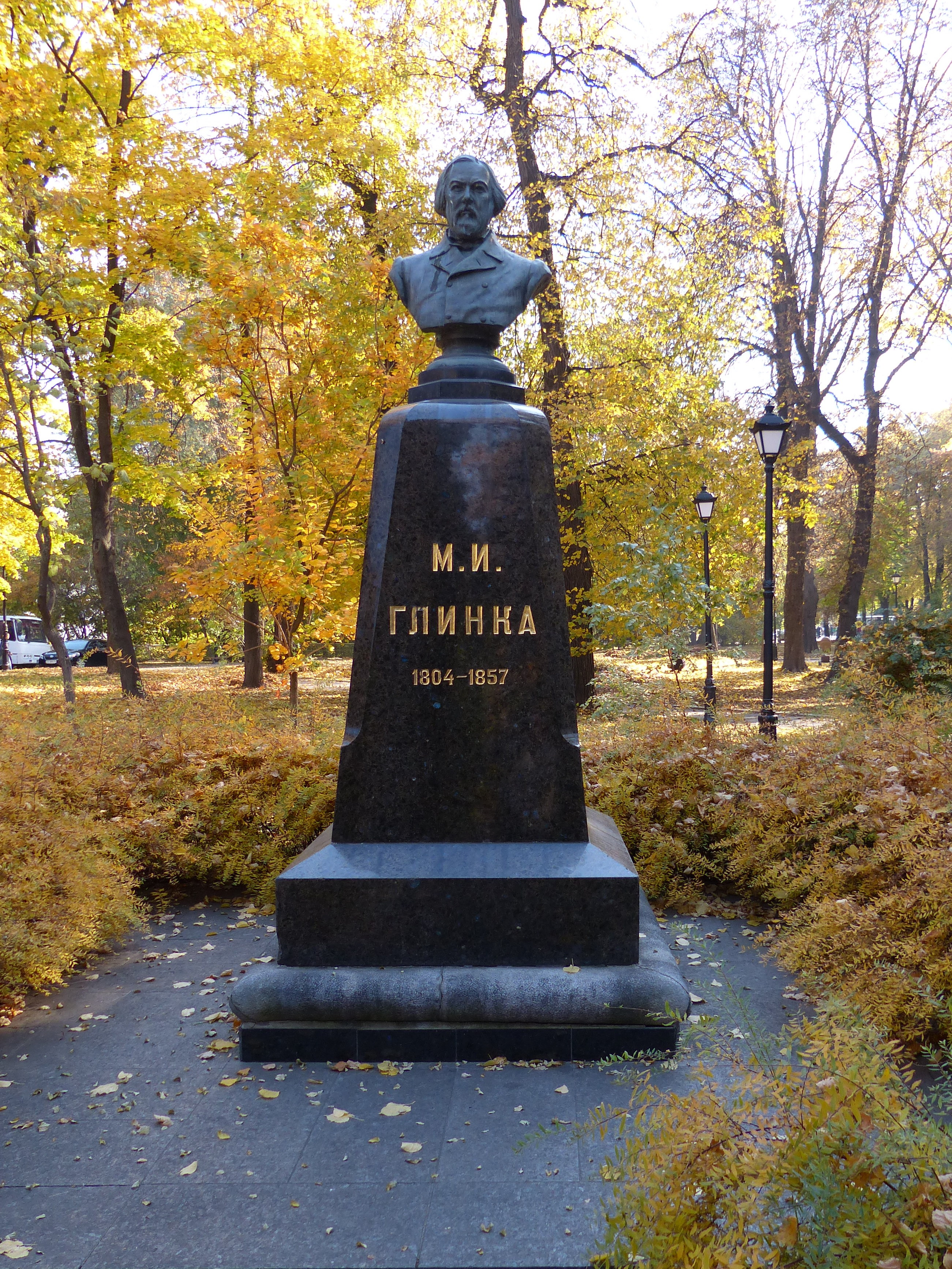
à Mikhaïl Glinka qui est classé[2],
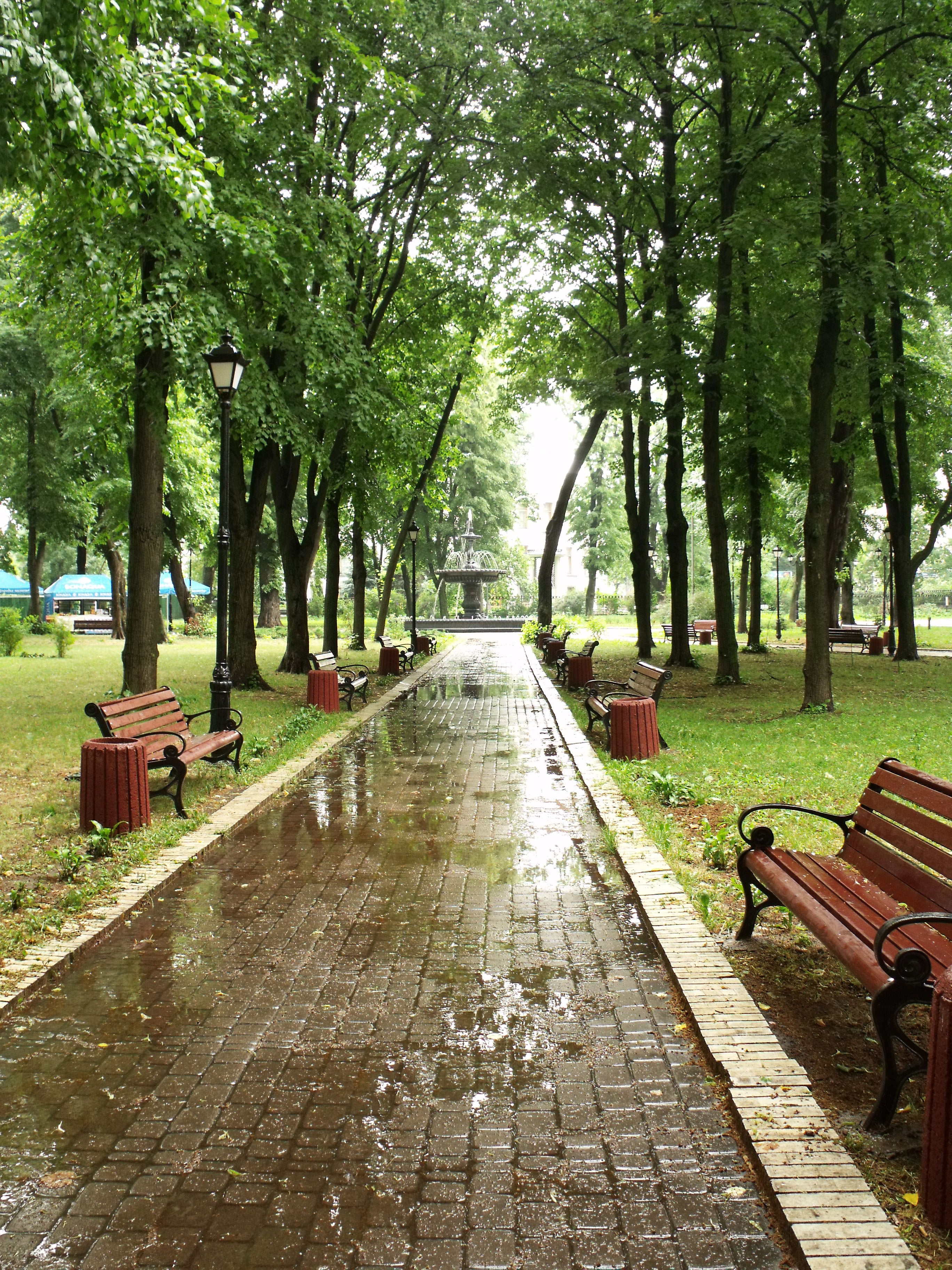
vers la fontaine classé[3].